# Massena: Um Olhar em Aquarela
Massena: Um Olhar em Aquarela foi o enredo apresentado pela Mocidade Unida da Glória no Carnaval de Vitória no desfile de 2024. Teve seu samba-enredo composto por Carlos Jarjura, Cassius Macaé, Daniel Barbosa, Fernando Brito, Gigi da Estiva, Leandro Maciel, Lucas Rigonato, Mauricio Amorim, Rafael Mikaiá, Rico Bernardes, Roberth Melodia e Thiago Brito. Com esse desfile, a escola garantiu o bicampeonato, já que também foi campeã em 2023.
O enredo da Mocidade Unida da Glória abordou a história de Homero Massena contando sua vida desde a infância até seu auge como artista, enredo que fez com que a agremiação conquistasse seu nono título no grupo especial do Carnaval de Vitória.
A Mocidade foi a quarta escola a desfilar no sábado do Grupo Especial, e venceu com apenas 3 décimos de diferença da vice-campeã, a Independente de Boa Vista.

## Antecedentes

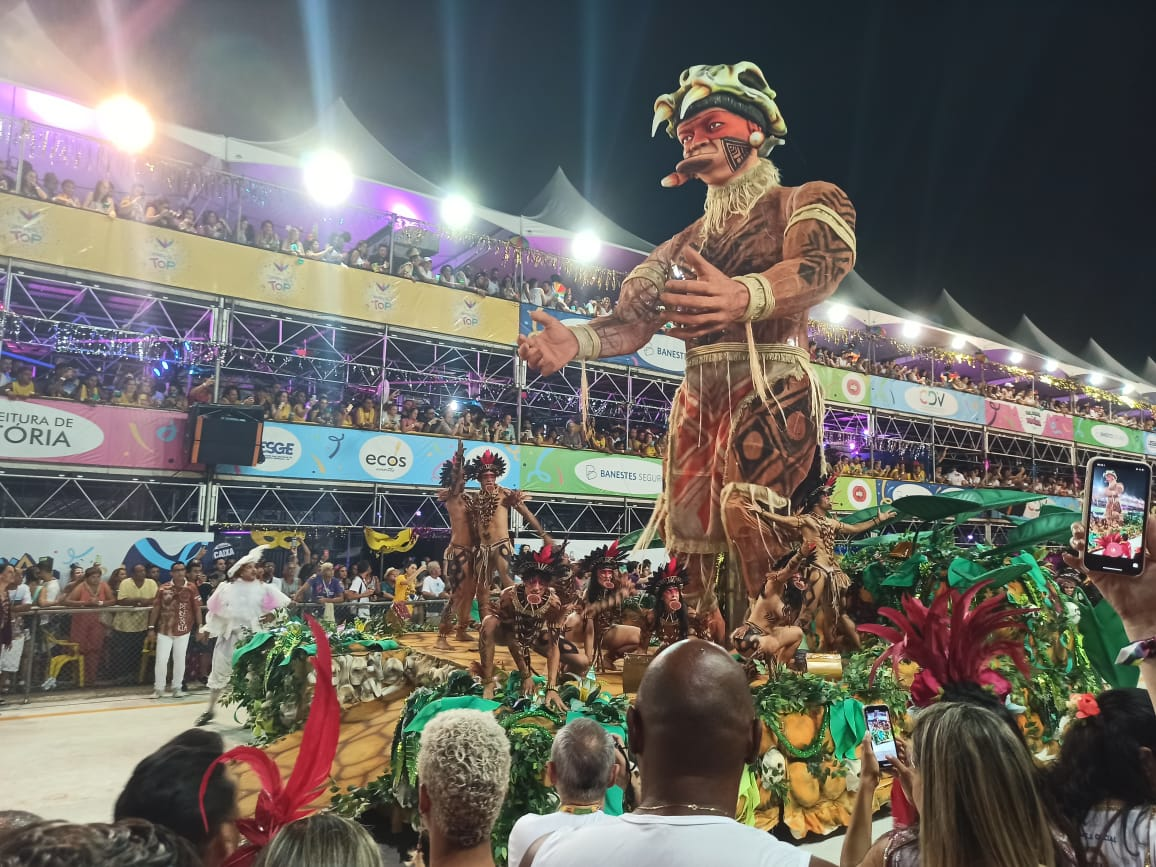
Carro alegórico da Mocidade em 2020.

### Retrospecto
A Mocidade Unida da Glória conquistou seu primeiro título no Carnaval de Vitória em 1984, no seu primeiro desfile como escola de samba, onde subiu do Grupo B para o Grupo A, com o enredo "No Reino Onde Chorar é Proibido". Mas apenas em 2002, se firmou como uma grande escola quando foi vice-campeã em seu primeiro desfile no Grupo Especial, onde ficou até 2007, quando ficou em 13º lugar, e foi rebaixada para o acesso. 

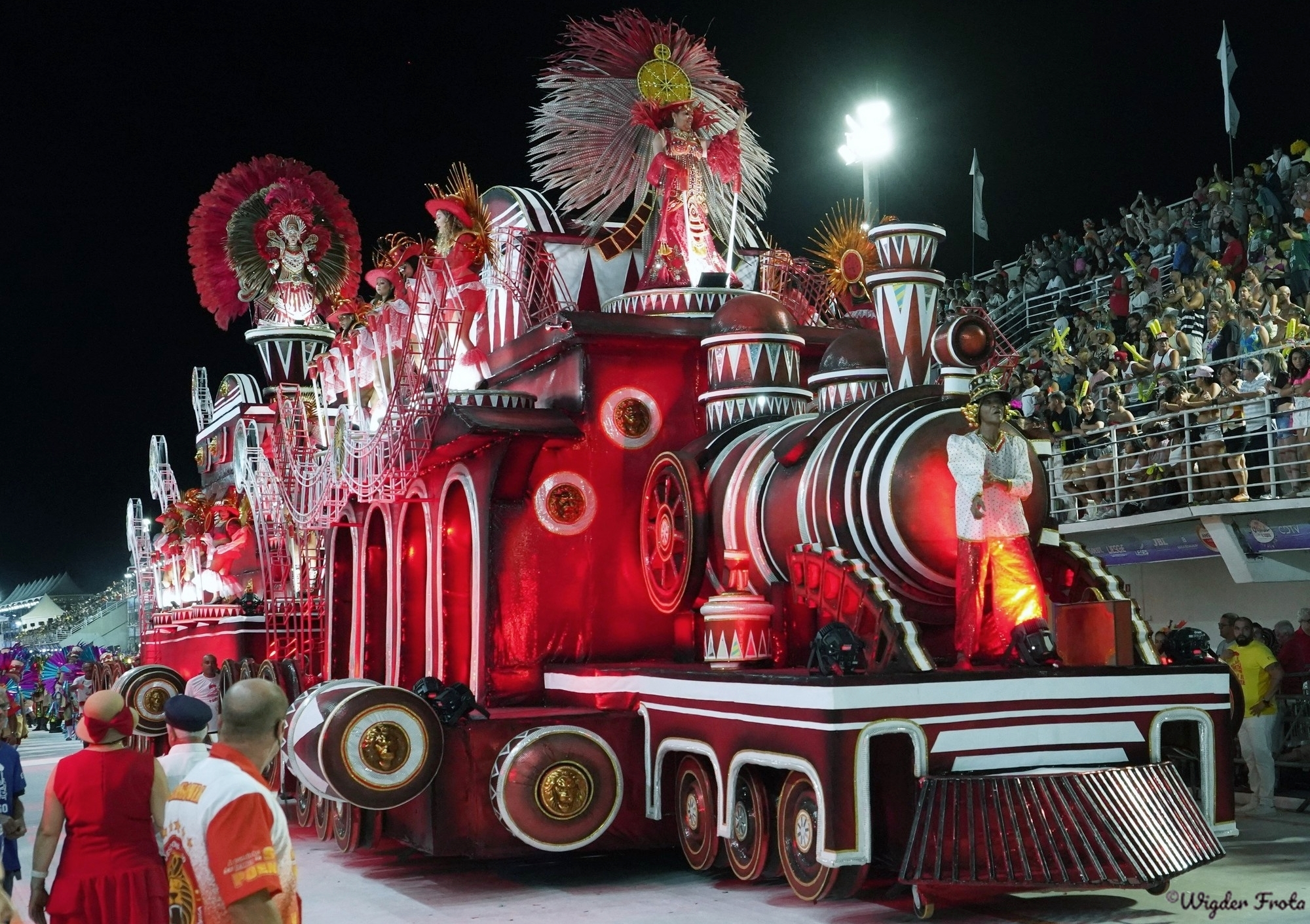
Carro alegórico da Mocidade em seu desfile campeão de 2023.

Mas logo voltou, já que foi campeã em 2008, no acesso, e assim, voltou para o Grupo Especial em 2009. Desde então a agremiação permanece onde está. Nos anos seguintes, foi campeã diversas vezes, conseguindo até um bicampeonato em 2015 e 2016. Foi vice-campeã três vezes seguidas nos anos de 2019, 2020, e 2022, até que em 2023, conseguiu mais um título com o desfile "A Caminho das Terras do Sol Poente", que contava sobre as origens indígenas da cidade de Colatina, enredo assinado pelo carnavalesco Petterson Alves, que foi renovado para 2024.

### Preparação para 2024
A agremiação preferiu renovar toda sua equipe, devido ao ótimo desempenho no desfile anterior, quando havia conquistado o título após 5 anos. Em 8 de março de 2023, a escola anuncia seu enredo, sobre as histórias de vida do pintor mineiro Homero Massena. O tema é desenvolvido pelo carnavalesco Petterson Alves, em seu terceiro ano consecutivo de sua segunda passagem pela escola.
A disputa de samba-enredo da MUG teve início em junho de 2023 com a inscrição de 15 sambas concorrentes. Pela primeira vez em uma década a escola abriria um concurso, já que desde 2014 a escola contratava Dudu Nobre e Diego Nicolau para compor suas obras. A agremiação recebeu sambas de vários compositores famosos no carnaval, como Rafael Mikaiá, Xande de Pilares e Jefinho Rodrigues. O samba vencedor foi escolhido na noite de domingo, dia 30 de julho de 2023. Venceu a composição da parceria formada por Thiago Brito, Rafael Mikaiá, Rico Bernardes, Fernando Brito, Roberth Melodia, Lucas Rigonato, Cassius Macaé, Gigi da Estiva, Maurício Amorim, Daniel Barbosa, Carlos Jarjura e Leandro Maciel. Um dos compositores da obra, Cassius Macaé faleceu em 11 de julho, aos 30 anos, durante a realização da disputa.

## Julgamento oficial
A MUG ganhou com apenas 3 décimos de diferença da vice-campeã, Independente de Boa Vista. Com esse título, além de se consagrar bicampeã, a agremiação coleciona um total de 9 títulos no Grupo Especial, fazendo dela a segunda escola com mais campeonatos do Carnaval de Vitória, estando atrás apenas da Unidos da Piedade.
A escola foi penalizada em dois décimos, o motivo, ainda não foi revelado.
|                              |                              |                              |                    |                    |                    |           |           |           |                      |                      |                      |        |        |        |          |          |          |          |          |          |              |              |              |         |         |         | Pen. | Total |
| Mestre-Sala e Porta-Bandeira | Mestre-Sala e Porta-Bandeira | Mestre-Sala e Porta-Bandeira | Comissão de Frente | Comissão de Frente | Comissão de Frente | Fantasias | Fantasias | Fantasias | Alegorias e Adereços | Alegorias e Adereços | Alegorias e Adereços | Enredo | Enredo | Enredo | Evolução | Evolução | Evolução | Harmonia | Harmonia | Harmonia | Samba-Enredo | Samba-Enredo | Samba-Enredo | Bateria | Bateria | Bateria | Pen. | Total |
| J1                           | J2                           | J3                           | J1                 | J2                 | J3                 | J1        | J2        | J3        | J1                   | J2                   | J3                   | J1     | J2     | J3     | J1       | J2       | J3       | J1       | J2       | J3       | J1           | J2           | J3           | J1      | J2      | J3      | Pen. | Total |
| 10,0                         | 10,0                         | 10,0                         | 10,0               | 10,0               | 10,0               | 10,0      | 10,0      | 10,0      | 10,0                 | 10,0                 | 10,0                 | 9,9    | 10,0   | 9,9    | 9,9      | 10,0     | 9,8      | 10,0     | 10,0     | 10,0     | 10,0         | 10,0         | 9,9          | 10,0    | 10,0    | 10,0    | -0,2 | 179,6 |

## O desfile
A Mocidade, foi a quarta escola a desfilar, com 1.600 componentes, divididos em 20 alas, três carros alegóricos, e dois tripés. Abaixo, segue o roteiro do desfile.
| Roteiro | Roteiro |
| Setor 1 | Setor 1 |
| --- | --- |
| Comissão de frente: "O Menino e a Convenção das Cores" A comissão de frente da Mocidade esse ano não veio acompanhada por um tripé, o que logo de cara causou espanto da torcida. A coreografia, representava a infância de Homero Massena em Barbacena, enquanto as cores das flores brincavam e dançavam ao seu redor, representando o nascimento de um artista. A comissão foi coreografada por Marcelo Lages e foi composta por 14 pessoas vestidas de diferentes cores portando guarda-chuvas coloridos, e um menino representando Homero Massena. | |
| Primeiro Casal de Mestre-Sala e Porta-Bandeira: "A Liberdade em Matizes" O primeiro casal da agremiação eram Hudson Maia e Letícia Malaquías. De acordo com o carnavalesco, o casal representava a liberdade de ser criança. A fantasia do casal se assemelhavam a anjos, era predominantemente branca, com detalhes dourados e diversos lápis de cor colados em seu tecido, ambos usavam asas nas suas roupas. As penas na saia da porta-bandeira, que eram de faisão albino, tinham suas pontas coloridas em diversas cores diferentes. Ambos utilizavam um chapéu feito de diferentes lápis de cor e uma aureola. | |
| Ala 1: "Rosas Encadernadas" A primeira ala do desfile evoca os primórdios artísticos de Homero Massena, ainda quando era criança, riscando e pintando as flores de Barbacena em seus cadernos de escola, mostrando a exuberância das rosas, especialmente as amarelas, que eram suas flores preferidas. O imaginário de Massena quando criança, via a cidade e suas flores como um grandioso e lindo jardim de encantos. A fantasia da ala é um grande caderno aberto que fica na cintura dos componentes, o caderno, revela uma grande rosa vermelha com detalhes em dourado. Na cabeça dos componentes, um chapéu que também porta um caderno aberto que revela uma rosa amarela de dentro dele. Além da fantasia, os componentes portam em suas mãos varas adornadas com uma metáfora a belas rosas douradas em suas extremidades. Ala 2: "Traços em Cor" A segunda ala da escola, meticulosamente coreografada por Magno Encarnação, desvela uma odisseia artística singular. Esta ala é uma homenagem às primeiras ferramentas de trabalho de Massena: os lápis coloridos, em todas as suas variantes, que impulsionaram o pequeno garoto a embarcar na imensidão da roleta de possibilidades artísticas infinitas, moldando-o ao longo de sua vida inteira. A fantasia dos componentes, resplandecente em sua diversidade cromática, revela-se adornada por uma roleta encantada, repleta de lápis de cor em volta da cintura de quem a veste, além disso, ela também gira. Sobre suas cabeças repousam chapéus, reminiscentes de coroas, que na verdade se desvelam como preciosos potes de lápis de cor, símbolos de criatividade e inspiração, que nas mãos de Homero, faziam obras de artes que até hoje são lembradas pelos residentes da cidade de Vila Velha. | |
| Alegoria 1: "A Grande Inspiração" (Abre-Alas) O abre-alas da agremiação é dividido em dois chassis, e é inspirado pelo imaginário lúdico de Homero Massena, as talentosas mãos da criança desenhando livremente sobre um papel é o que predomina a frente do carro, e representam o pequeno desenhista imerso na sua imaginação, diante do que foi a sua maior e primeira inspiração: as rosas amarelas. Na alegoria, diversos cadernos com seus primeiros rabiscos e desenhos estão dispostos, tanto de flores dos jardins de Barbacena, ou de viagens que fazia com seu pai, entre elas, um desenho de Vila Velha. No segundo chassi do carro, são apresentadas caixas de lápis que se tornam alegoricamente, a morada da sua inspiração, onde se abrigam os tons exatos de cada ilustração que o artista, futuramente viria a eternizar. Os componentes, que estão em cima da alegoria, representam sonhos, vestidos de branco, tal qual um quadro pronto para ser colorido. | |
| Setor 2 | |
| Ala 3: "Um Mineiro com Alma Capixaba" A terceira ala da agremiação inicia o segundo setor da escola, representando o amor de Massena por Vila Velha, terra onde seu pai nasceu, era o destino das viagens de férias da família. Seu coração, se dividia entre a terra que nasceu, e a terra que escolheu amar. Em Vila Velha, Massena começa a dar vida aos papéis em ilustrações que o artista pintava em troca de tostões, como forma de driblar os problemas de um jovem que busca viver da arte. A fantasia dos componentes, representa o próprio Massena, com sua mochila nas costas, transportando seus quadros e ferramentas pelas ruas de Vila Velha, embaixo de seu braço esquerdo, a bandeira do Espírito Santo, e embaixo de seu braço direito, a bandeira de Minas Gerais. A roupa, é um paletó que representa um quadro branco, pintado com diversas formas geométricas coloridas. Ala 4: "Le Bayard - Pintor Itinerante em Cena" A quarta ala da agremiação, representa quando Massena, já um exímio desenhista, vestia-se de saltimbanco e se apresentava nas diversas salas de cinema, fazendo caricaturas da plateia durante os intervalos dos filmes, assim, o pintor juntava alguns trocados para seguir seu sonho, e viajar a Paris, a cidade luz. A fantasia, é predominantemente vermelha e branca, as cores da agremiação, e é bem auto descritiva, as roupas, se assemelham a de um pintor com desenhos de frames, que compõem um grande rolo de filme, o chapéu, é um tipo de boina utilizada por pintores, no pescoço dos componentes, uma moldura, que remete ao quadro do qual o Massena fazia as caricaturas no cinema. Alguns detalhes a mais, remetendo a um rolo de filmes.                                                                | |
| Segundo Casal de Mestre-Sala e Porta-Bandeira: "Inspirações Mineiras" O segundo casal da agremiação eram Marcelo Ramos e Lyvia Ferreira. De acordo com o carnavalesco, o casal representava a beleza colonial das fazendas mineiras, que inspirou a juventude de Homero Massena nas suas artes, já que foi nesses locais, que ele começou a treinar suas primeiras pinceladas, pouco a pouco, usando as paisagens rurais como cenário. O casal, vinha com roupas com artes que remetiam as fazendas mineiras. A porta-bandeira, com uma fantasia predominantemente rosa, e seu mestre-sala, que a cortejava lindamente. | |
| Ala 5: "Contando as Horas" A quinta ala que vem, representa outro trabalho de Massena, que além de caricaturista e decorador de propriedades rurais, também fez alguns bicos como aprendiz de relojoeiro, que a cada salário que recebia, Homero chegava mais perto de seu sonho, que era se profissionalizar como artista em Paris. O carnavalesco, Petterson Alves, aproveitou o contexto, para representar a passagem do tempo na vida do artista, a ala separa a vida jovem de Massena, da vida adulta em Paris. A fantasia é predominada por tons de laranja, com detalhes em vermelho e branco, as cores da agremiação. Além disso, detalhes que remetem a relógios no chapéu que os componentes da ala portam, e no guarda-chuva, diversos números representando as diferentes idades do pintor. Ala 6: "Bem-vindo a Paris" A sexta ala, representa a vida de Homero, com apenas 15 anos em Paris, a cidade luz. Imbuído de um destino prenunciado, ele testemunha a concretização de seu anseio ao vislumbrar as cores vibrantes da bandeira parisiense. Assim, imerge na vibrante cena artística ao matricular-se no curso de pintura da célebre Academia Julian, uma instituição privada de renome nas belas artes. A fantasia, representa Paris nas suas cores predominantes, com diversos detalhes remetendo a época da Revolução Francesa. | |
| Tripé 1: "Paris: Capital da Arte e do Conhecimento" O primeiro tripé apresenta Paris, a cidade que na época era considerada à frente de seu tempo, e foi testemunha da profissionalização de Massena, que por quatro anos, o formou a ser um pintor impressionista. O elemento cênico mostra Leonardo Soares, representando o próprio Massena em seus passeios de bicicleta por Paris, cidade que é retratada no tripé. | |
| Setor 3 | |
| Ala 07: “O Artista Devorador” A ala representa a volta de Massena ao Brasil após aprender toda técnica impressionista na Europa. Aqui, passa a ser conhecido como um artista antropofágico, capaz de interpretar as técnicas de pintura francesas e transformá-las em uma arte tropicalista, quente e abrasileirada. | Ala 08: “Decorações Tropicais” (Passistas) A oitava ala representa a brasileira culinária que vira arte sob os pincéis de Massena, que passa a colorir obras de natureza morta, frutas diversas, pães, utensílios, e até mesmo os aventais nas telas e em superfícies que possam abrigar seus rastros de tinta, como as paredes das cozinhas. |
| Ala 09: "O Pintor" (Bateria) A bateria Pura Ousadia veio com trajes de pintor da primeira metade do século XX, e tubos de tintas diversos. A bateria da MUG representa o artista propriamente dito. Com sua criatividade, o pintor tem nas mãos tudo o que precisa para dar início a mais uma obra artística. A bateria, comandada por João Henrique e Lucas Massariol, veio com 3 bossas e com uma virada de três especial no início do samba. | |